# NYC (grup)
NYC, abans NYC Boys, és una banda japonesa masculina de l'agència Johnny & Associates formada per tres membres i gestionada pel segell discogràfic Johnny’s Entertainment.

## Membres
- Yuma Nakayama (中山優馬, Nakayama Yūma): nascut a Osaka el 13 de gener de 1994.
- Ryosuke Yamada (山田凉介, Yamada Ryōsuke): nascut a Tòquio el 9 de maig de 1993.
- Yuri Chinen (知念 侑李, Chinen Yūri): nascut a Shizuoka el 30 de novembre de 1993.

## Biografia
El grup va néixer el 2009 sota el nom de NYC Boys i fou anunciat un debut amb single conjuntament amb el grup dels Johnny’s Jr. Nakayama Yuma w/ B.I. Shadow, dintre del qual hi havia, a més de Nakayama, Kento Nakajima, Fuma Kikuchi, Yugo Kouchi i Hokuto Matsumura. El president Kitagawa ideà el seu nom per tal d'unir-los amb la ciutat de Nova York i s'anuncià que el single serviria com tema principal del Mundial de Voleibol d'aquell any.
D'ençà del segon single el grup va continuar solament com NYC i ha llançat singles de forma ocasional.

## Discografia[2]
- NYC / Koishite Akuma (14.07.2009)
- Yūki 100% (07.04.2010)
- Yoku Asobi Yoku Manabe (20.10.2010)
- Yume Tamago (09.03.2011)
- Wonderful Cupid / Garasu no •Mahō (04.01.2012)
- Haina! (25.05.2012)